# Saclay
Saclay är en kommun i departementet Essonne i regionen Île-de-France i norra Frankrike. Kommunen ligger i kantonen Bièvres som tillhör arrondissementet Palaiseau. År 2022 hade Saclay 4 380 invånare.

## Befolkningsutveckling
Antalet invånare i kommunen Saclay
| Referens: INSEE |

## Utbildning
- Université Paris-Saclay